# مارلا هانسون
مارلا هانسون (بالإنجليزية: Marla Hanson)‏ هي عارضة وكاتبة سيناريو أمريكية، ولدت في 1961.

## وصلات خارجية
- مارلا هانسون على موقع IMDb (الإنجليزية)
- مارلا هانسون على موقع ألو سيني (الفرنسية)
- مارلا هانسون على موقع أول موفي (الإنجليزية)
- مارلا هانسون على موقع قاعدة بيانات الفيلم (الإنجليزية)
- مارلا هانسون على موقع كينوبويسك (الروسية)